# Joc de rol
|  | Aquest article tracta sobre jocs de rol originals. Si cerqueu el seu parent informàtic, vegeu «joc de rol per ordinador». |

Un joc de rol és un joc de simulació en el qual els jugadors interpreten uns personatges i en dirigeixen les seves accions en el marc d'una situació fictícia narrada i dirigida per un altre jugador. Solen comptar amb un conjunt de regles que estipulen quines accions i mecanismes poden emprar els jugadors per a avançar en el joc. Recursos habituals en els jocs de rol són fitxes on es descriu als jugadors i sistemes d'atzar per a la resolució d'accions com ara les tirades de daus. Existeix una gran diversitat de jocs de rol amb múltiples ambientacions, com ara medieval fantàstica o de misteri, i objectius, per exemple lúdic o didàctic.

## Història dels jocs de rol
Els antecedents principals dels jocs de rol els trobem en els jocs de guerra i en la literatura fantàstica. Una gran influència fou l'obra de J.R.R. Tolkien, en especial la trilogia El Senyor dels Anells publicada el 1954, que va popularitzar l'ambientació medieval fantàstica i va motivar a molts aficionats a voler recrear en un joc les seves aventures.
Els jocs de rol com a tal sorgeixen als Estats Units d'Amèrica a la dècada de 1970. El 1974 es va publicar el primer joc de rol conegut: Dungeons & Dragons, «Dracs i masmorres» en anglès), creat per Gary Gygax i Dave Arneson.

## Categories
Existeixen dues modalitats principals de joc: partida de taula i partida de rol en viu.

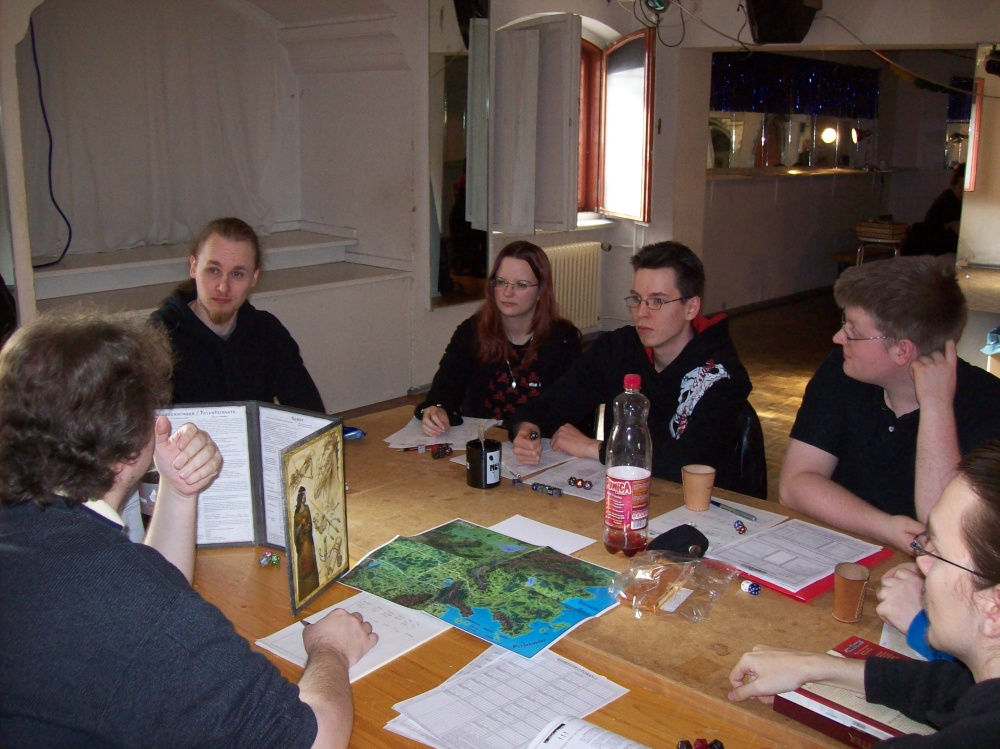
Partida de joc de rol de paper i llapis o de taula, s'observa el director de joc a l'extrem esquerre de la fotografia.

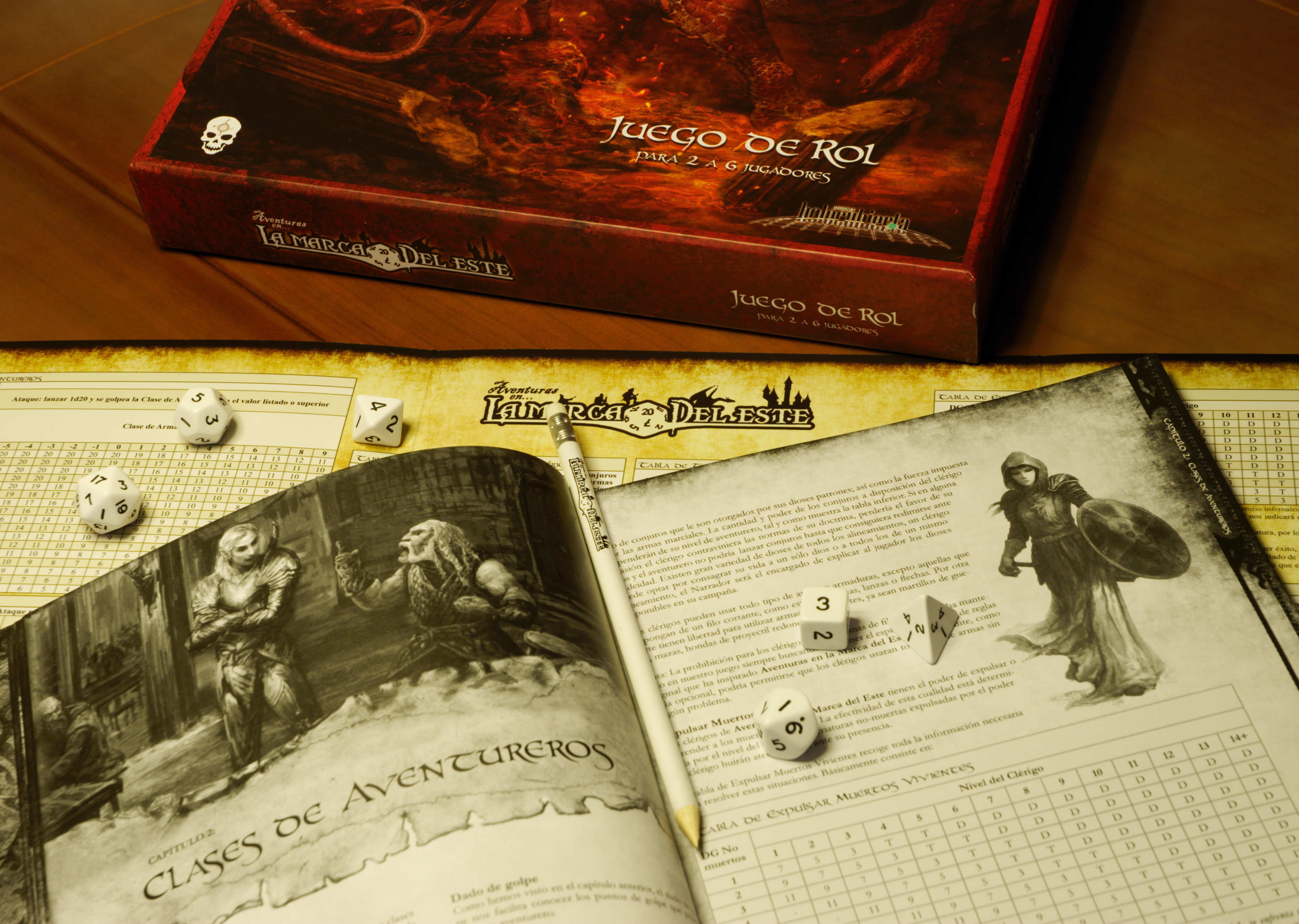
Joc de rol "Aventuras en La Marca del Este".

### Joc de rol de taula
Els jocs de rol de taula no necessiten cap mena de material per a ser jugats. L'objectiu del joc, simplement, és imaginar una situació, encarnar com pensaria el personatge i actuar mentalment com a tal. Tot i això les partides poden anar acompanyades de gran quantitat de material de suport: paper i llapis, llibres amb regles preestablertes, daus de diverses cares, llibres amb propostes de partides, fitxes del personatge a interpretar i fins i tot mapes, figures a escala dels personatges i tot allò que pugui ajudar en una partida, incloent-hi ambientació (com ara sons o música).
El desenvolupament del rol (paper d'actor) està compost per tres accions: dialogar, imaginar i interpretar. Els personatges desenvolupen la seva acció fictícia en funció del que decideixen el jugador i el director de joc. És possible que, durant el transcurs de la partida, el personatge mori, però res li impedeix al jugador crear un nou personatge per a la següent partida o sessió del joc.
En els jocs de rol no hi ha necessàriament guanyadors ni perdedors, només jugadors més o menys bons en la interpretació d'un personatge. Hi poden haver, tanmateix, diferents sistemes per premiar l'acció dels jugadors, com per exemple l'acumulació de punts d'experiència administrats pel director de joc que permeten millorar les característiques dels personatges.

### Joc de rol en viu
El joc de rol en viu es diferencia del de taula bàsicament en la manera d'expressar les accions del personatge. El joc de rol en viu és molt proper al teatre d'improvisació, perquè és el mateix jugador el que representa el personatge en l'entorn físic. En un joc de rol en viu es delimita un espai i un temps de joc. Dins d'eixos límits espaciotemporals tots els jugadors interpreten els seus personatges en el sentit dramàtic-teatral de la paraula interpretar. Si volen que el seu personatge salti ells mateixos han de saltar, si volen que el seu personatge sedueixi a un altre el jugador primer ha de seduir (interpretant-ho) al segon (que es deixarà o no seduir segons les especificacions del seu propi personatge). Els límits d'interpretació teatral han de venir marcats, evidentment, per la voluntat i integritat dels jugadors, persones no jugadores i entorn físic.

## Finalitats i aplicacions
Els jocs de rol, com d'altres tipus de jocs, sovint tenen una finalitat lúdica i d'oci. Però també poden emprar-se com a eina educativa o terapèutica.

## Característiques
Autors i grans publicadors de jocs de rol els consideren una forma de narració de contes interactiva i col·laborativa. Són jocs on es posa èmfasi en la interacció social i la col·laboració i poden fomentar l'autoreflexió.
Igual que les novel·les o pel·lícules, els jocs de rol atrauen per què exerciten la imaginació. La interactivitat és la diferència entre jocs de rol i la ficció tradicional. Mentre un teleespectador és un observador passiu, un jugador de rol fa eleccions que afecten a la història. Tals jocs de rol estenen la tradició antiga de narració de contes on un petit grup d'amics col·laboren en crear una història.
Mentre existeixen formes simples de joc simbòlic infantil, com "Policies i lladres" o "jugar a les cases" i altres, els jocs de rol afegeixen un nivell més alt de sofisticació, amb un conjunt de normes complexes i la participació d'un àrbitre que modera el joc. Els participants dels jocs de rol generen caràcters específics i una trama. Un sistema consistent de regles i un escenari de campanya més o menys realista que ajuda al suspens amb incertesa. El nivell de realisme als jocs varia entre una consistència bàsica per a crear una història factible fins a un desafiament amb simulacions de mons paral·lels al real.

## Conceptes comuns en els diversos jocs
Sempre hi ha hagut molta diversitat en les regles i les ambientacions en els jocs de rol, però hi ha una sèrie de conceptes que són bàsics.

### El paper del director de joc
El director de joc (sovint anomenat Master, per influència anglosaxona) es limita a descriure el que perceben els personatges, normalment de paraula o en situacions concretes mitjançant dibuixos en un paper, pissarra, gràfics o mapes. També és el que decideix la preparació prèvia de la partida i les situacions preestablertes que succeiran, sigui de manera original o amb suport de llibres destinats al respecte. El Director de Joc no pot interaccionar com els altres, ja que és l'àrbitre i narrador de la partida. Molt sovint, però, és l'encarregat de decidir les accions dels personatges no jugadors, és a dir, tots aquells personatges que no són controlats pels altres jugadors, de manera que la seva tasca no és en absolut avorrida. En botigues especialitzades es poden adquirir pràcticament tots els materials relacionats, com figures de plom de 25 mm, ideals per visualitzar millor un personatge o determinar exactament la localització de cadascun en un combat o situació difícil.

### Els personatges
Cal diferenciar els anomenats «personatges jugadors» (PJ) dels «personatges no jugadors» (PNJ). Els primers són els veritables protagonistes i cada jugador en controla un. Els segons són controlats pel director de joc per tal de completar l'univers on transcorre la història.
Normalment els personatges que interpreten els jugadors no són invulnerables ni omnipotents. És per això que les seves limitacions físiques i psíquiques s'acostumen a definir numèricament en un full de paper, anomenat «Full de Personatge». Allà s'indiquen capacitats, com la Força i nivell cultural del personatge, les seves habilitats i possessions i fins i tot trets del seu caràcter. La psicologia del personatge, normalment, serà molt diferent de la del jugador. El repte d'aquest és procurar pensar com reaccionaria el seu personatge en una situació determinada, i no com reaccionaria ell en persona.

### Regles dels jocs de rol
Físicament, un joc de rol té el mateix format que un llibre. Inclús aquells que només existeixen en format «pdf» segueixen els cànons d'organització típics dels llibres. Entre les seves pàgines hi ha el reglament bàsic amb el que poder solucionar diversos conflictes, així com la creació dels personatges. A més s'hi troba una explicació general de l'ambientació que pretén emular i idees per fer aventures.
Al conjunt de regles d'un joc de rol se'n diu, generalment, «sistema de joc». Les regles canvien completament segons el sistema de joc, i val a dir que n'existeixen centenars. Aquestes regles busquen regular el desenllaç de les decisions de cada personatge amb risc de fallar. Les situacions sovint es resolen mitjançant l'ús de daus i combinats amb les estadístiques del personatge. La idea és que, per evitar dubtes sobre la neutralitat del director de joc, les accions es resolguin amb un element aleatori, però compensant o penalitzant al jugador segons si les estadístiques del personatge són favorables o contràries. Com que es preveuen situacions violentes, el sistema de joc té molta cura en concretar el desenvolupament d'una lluita. Fins i tot considerant la mort del personatge.
El reglament també controla la creació dels personatges, provocant que hagin situacions en els que tingui avantatge i d'altres que les seves probabilitats de fracàs siguin altes.

### Aventures, mort i recompenses
Donat que s'inspira en la literatura, una partida en un joc de rol s'anomena «aventura» i té una durada d'una o més sessions d'unes quatre hores aproximadament. Les aventures tenen una durada llarga donat a la mateixa mecànica del joc en els combats, perquè el director del joc pugui exposar correctament la situació i respondre preguntes i per donar màxima llibertat als jugadors per tal de discutir i interpretar entre ells. Una aventura requereix una preparació prèvia per part del director de joc, en el que es pensa una trama general i dissenya les localitzacions i els PNJ que pugui arribar a necessitar. Fins i tot pot portar els personatges ja fets, però generalment aquests acostumen a ser creats pels mateixos jugadors.
És el director de joc qui crea l'aventura, però són els jugadors qui la desenvolupen i els que decideixen els passos a seguir, i per això és normal que l'aventura evolucioni cap a un sentit no previst pel director de joc, qui haurà d'improvisar el que passa a partir d'aleshores.
Per la seva banda, els personatges no són plans i evolucionen amb l'aventura, veient-se afectats, de vegades, per les seves decisions. A més, podria ser que aquestes decisions l'afectessin en aventures posteriors, perquè en començar la següent aventura no ho farà des de zero, sinó des del punt en què va acabar l'anterior. Així, un personatge que perd la mà, no tindrà mà en les següents partides. No cal dir que si un personatge mor, no es podrà utilitzar en més aventures.
En acabar l'aventura cada personatge rep una recompensa en forma d'experiència. Aquesta experiència (punts d'experiència o XP) farà que certes estadístiques del personatge puguin millorar.

## Diversitat de jocs de rol
Com a regla general cada joc disposa del seu propi sistema de regles, inclús independentment de l'ambientació que intenta reflectir. Així ens trobem diferents jocs que amb el pas dels anys han anat actualitzant o modificant el sistema de joc (com succeeix amb Dungeons & Dragons o Ars Magica), d'altres que l'ambientació és prou popular perquè aparegui en diferents jocs amb regles totalment diferents (podem trobar diferents jocs de La Guerra de les Galàxies i El Senyor dels Anells) i fins i tot jocs que ofereixen regles sense una ambientació concreta: els anomenats genèrics (Rápido y Fácil, GURPS, Fate o Savage Worlds).
Hi ha hagut un canvi a la tendència d'aquests sistemes de joc. Entre els primers abundaven els complexos, però a poc a poc van guanyar popularitat els més fàcils, o simplement els no tan confusos, que permetien resoldre els conflictes sense la constant consulta a les regles.
Aquesta és una llista d'alguns dels jocs més clàssics:
- Dungeons & Dragons
- El Senyor dels Anells, el joc de rol de la Terra Mitjana, editat en català el 1993 per la desapareguda editorial barcelonina Joc Internacional
- Vampire: The Masquerade
- La crida de Cthulhu
- Paranoia